# Junta Municipal del Distrito de Moncloa-Aravaca

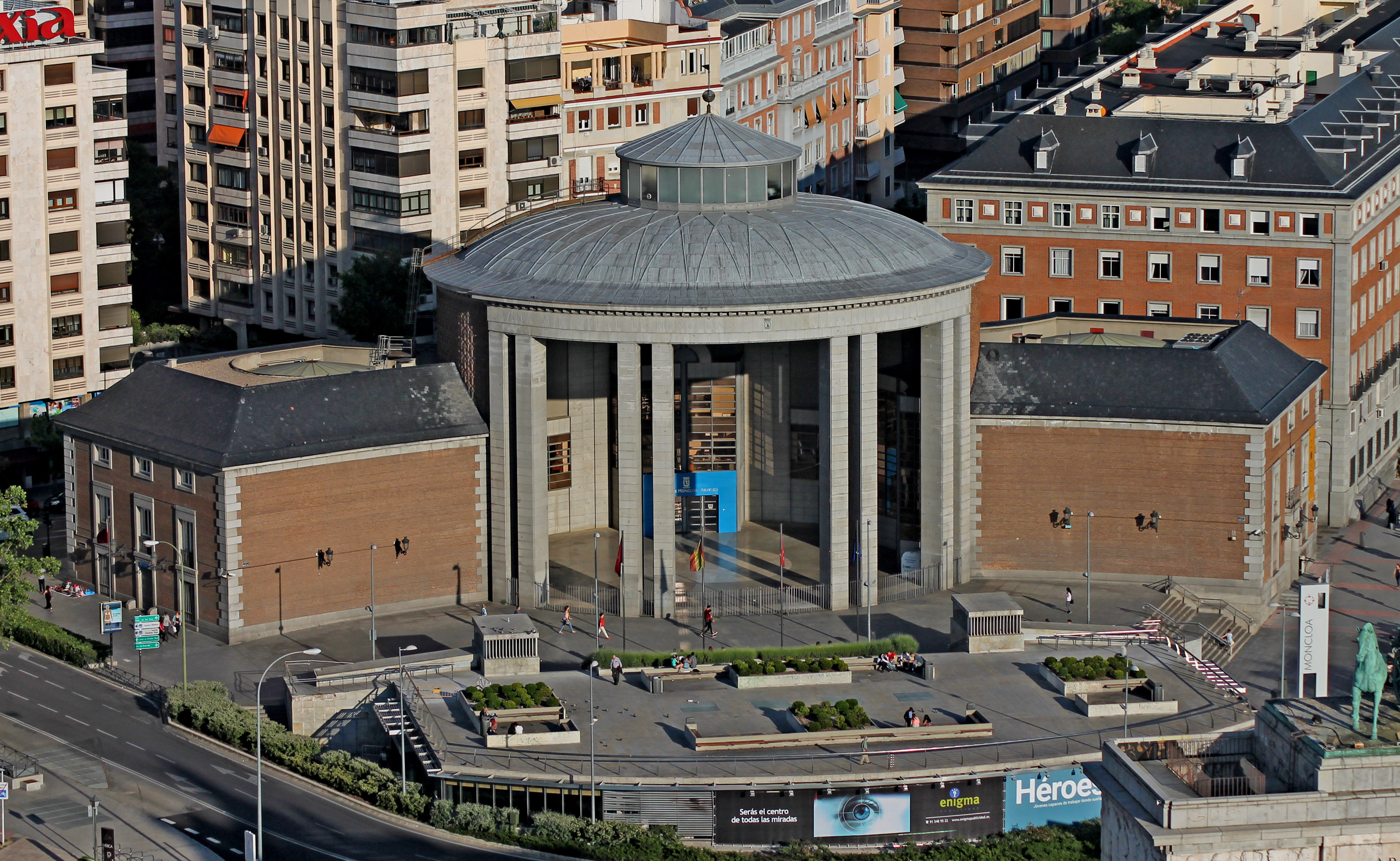
Vista desde el Faro de Moncloa.

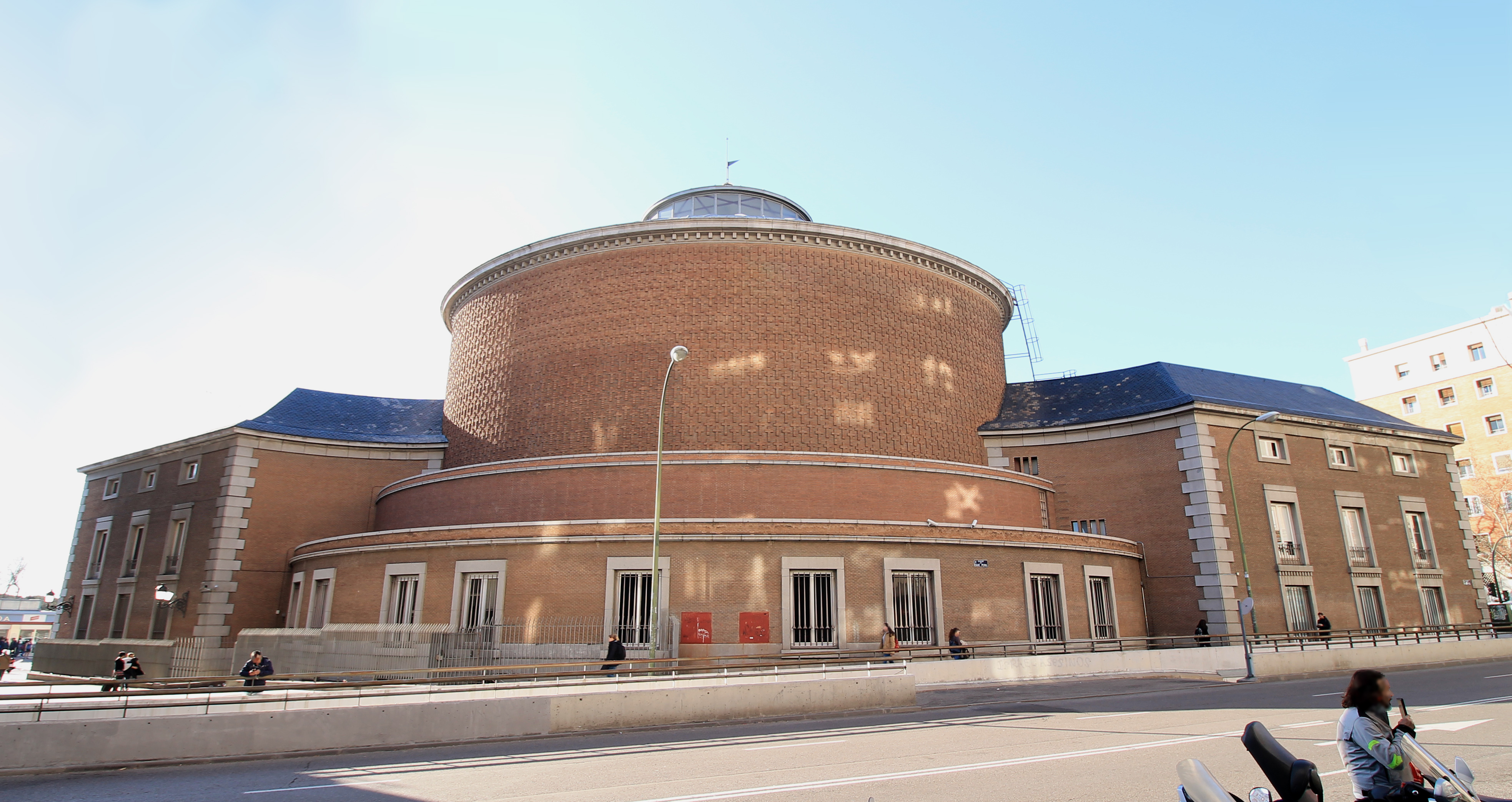
Fachada sureste (c/ Isaac Peral).

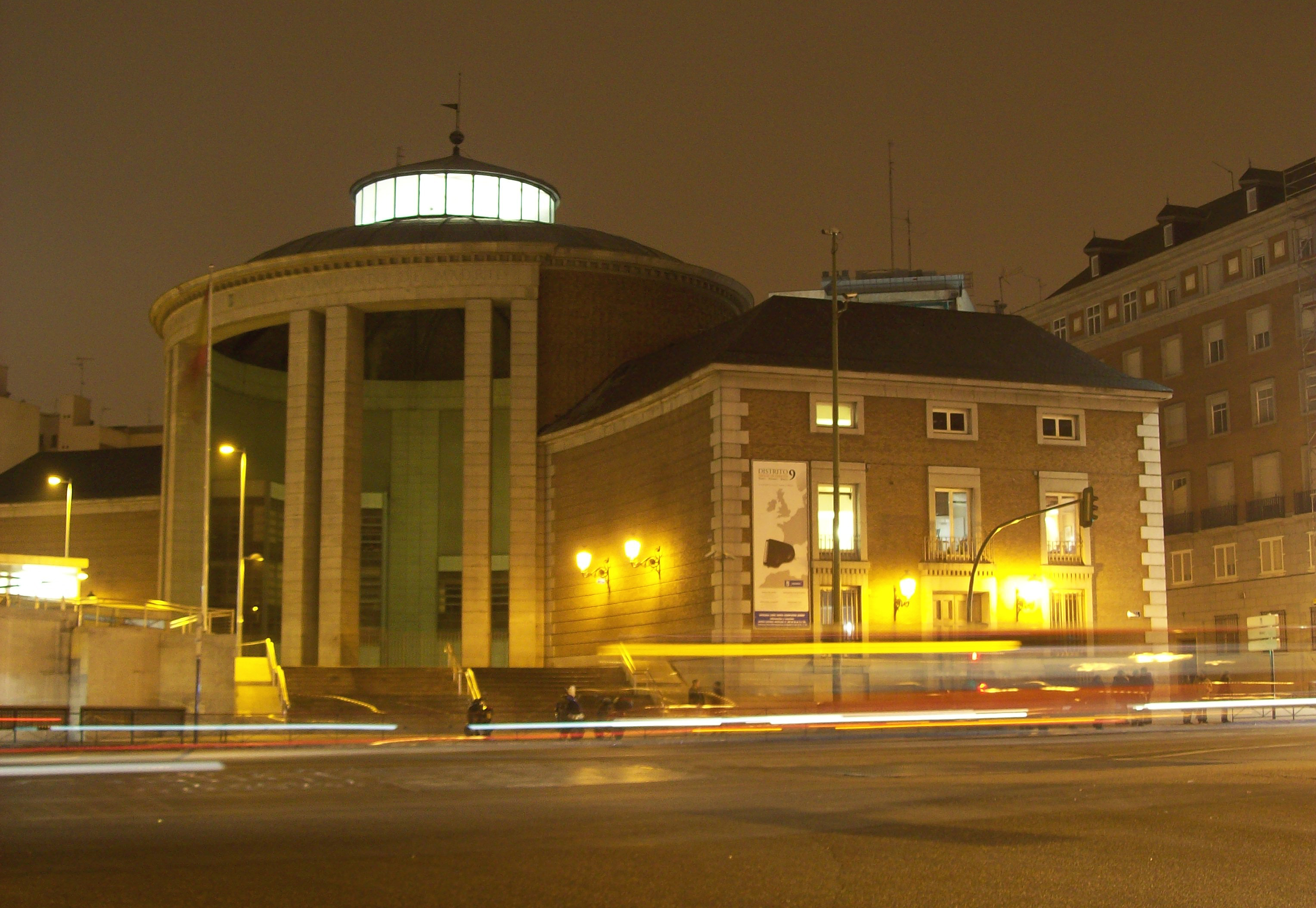
Vista nocturna.

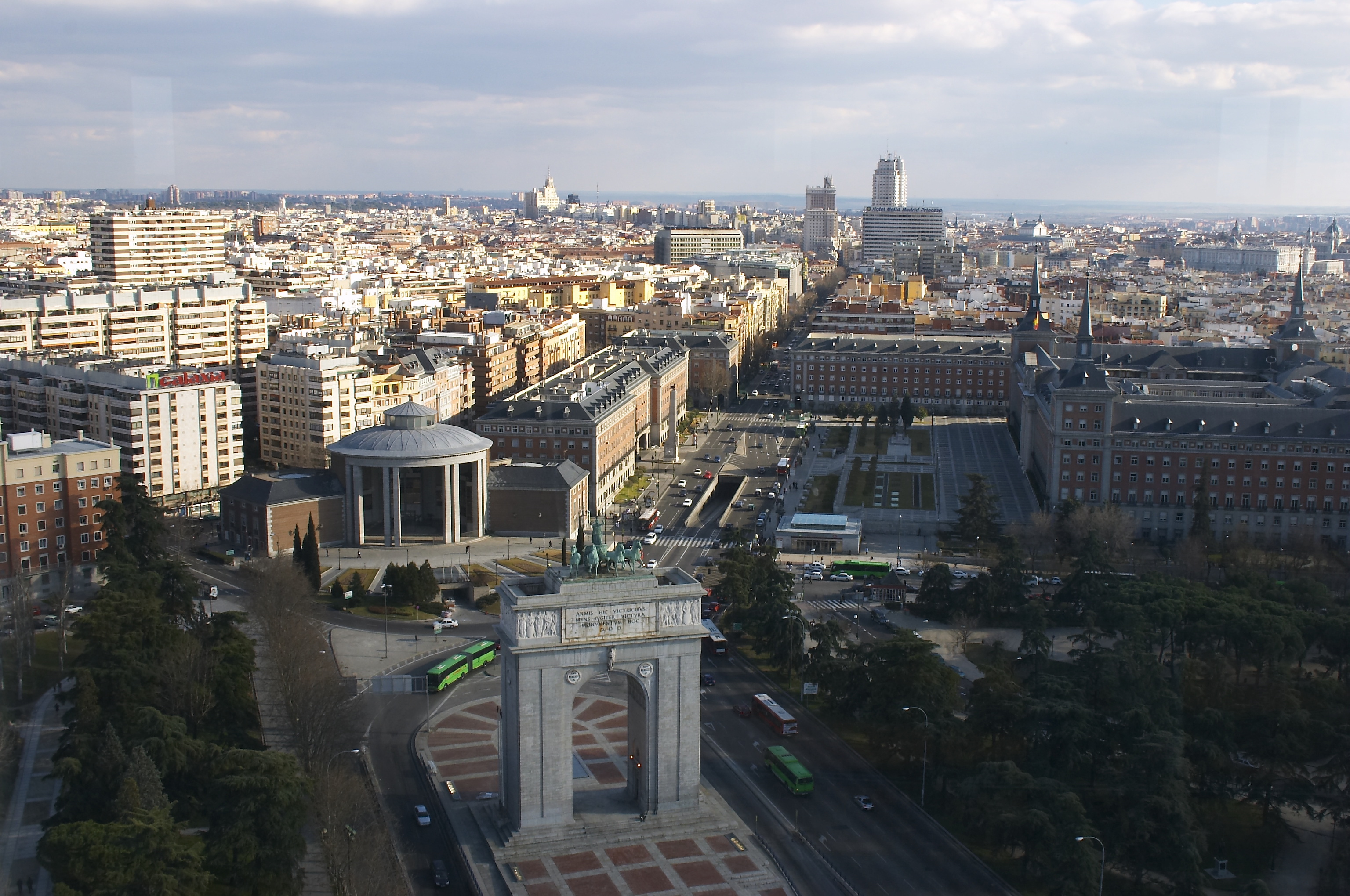
Vista aérea del edificio junto al Arco de la Victoria.

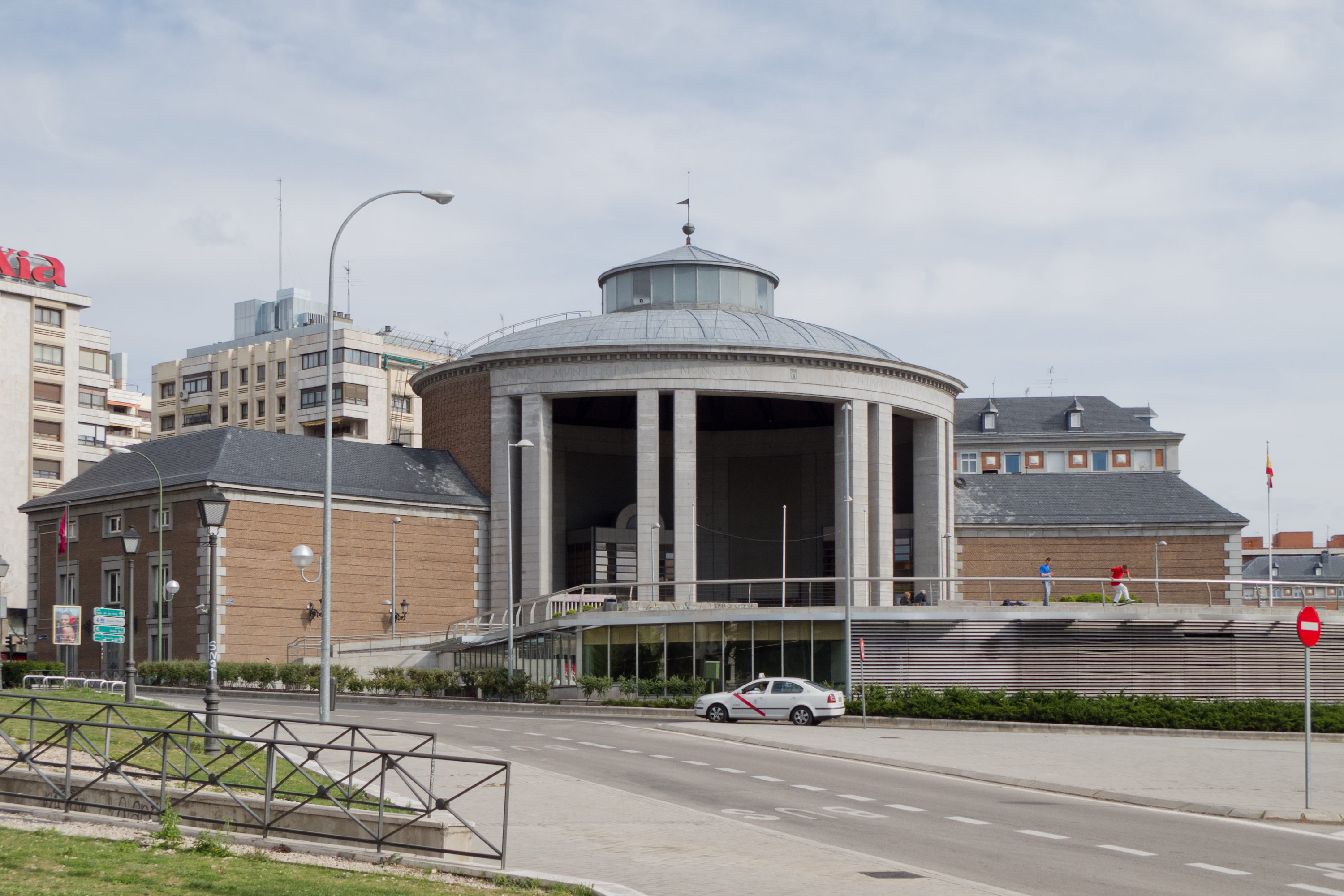
Fachada noroeste.

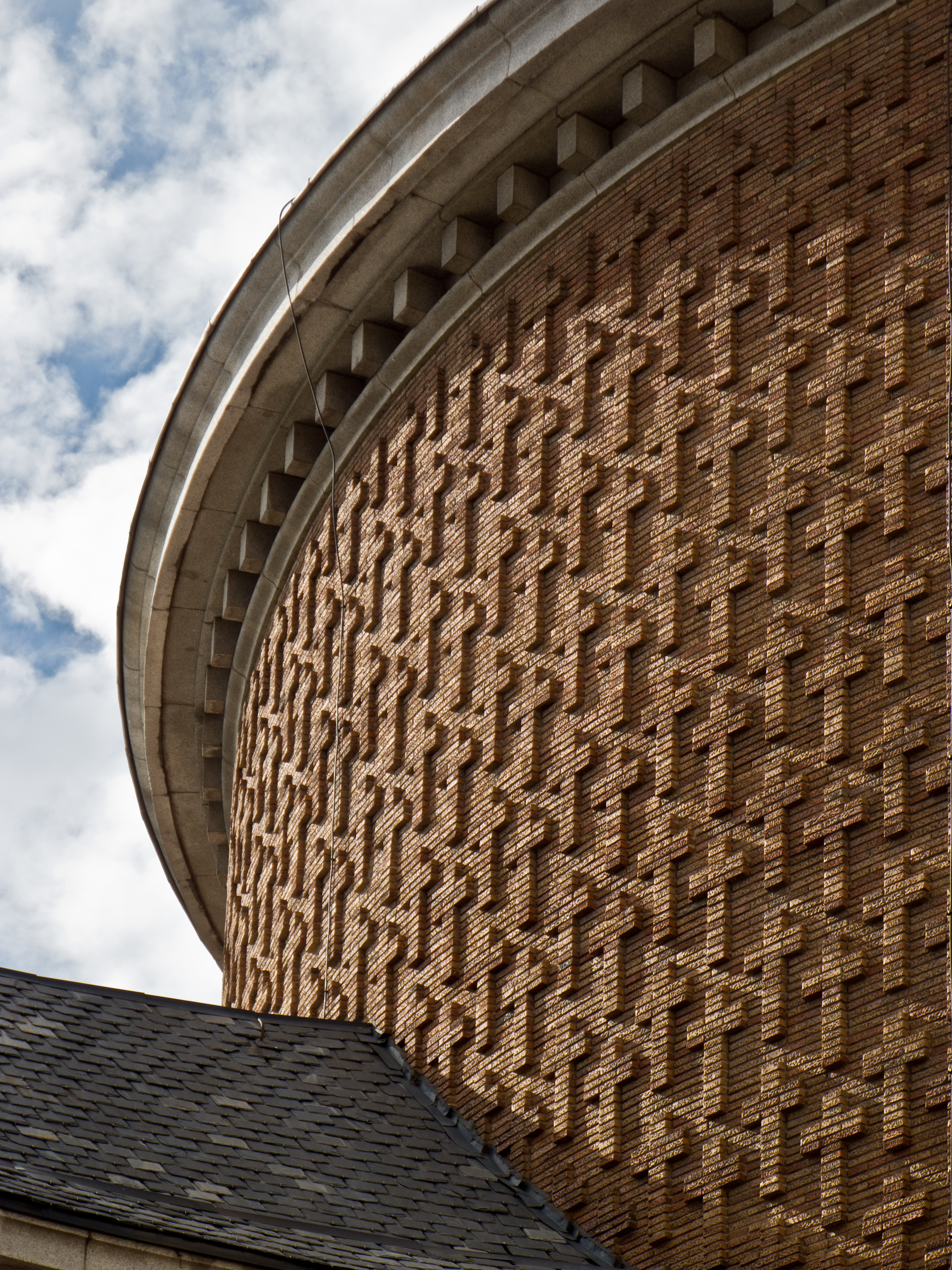
Parte trasera de la cúpula principal, en la que puede verse la alegoría de los caídos de Madrid en forma de cruces.

La Junta Municipal del Distrito de Moncloa-Aravaca es un edificio ubicado en la plaza de la Moncloa de Madrid (España), que fue diseñado en 1949 por el arquitecto Manuel Herrero de Palacios. En la actualidad es un edificio inacabado (de acuerdo con los diseños iniciales de su diseñador Manuel Herrero de Palacios) que pertenece a la Junta Municipal del Distrito de Moncloa-Aravaca.

## Historia

### Concurso de ideas
El edificio es planeado inicialmente por el Ayuntamiento de Madrid el 29 de mayo de 1949 como un homenaje a los «caídos por Madrid» (en homenaje a la batalla de Madrid). En el concurso, titulado «Caídos por Dios y por España», resulta ganador el popular arquitecto madrileño Manuel Herrero Palacios, siendo el veredicto "por mejor adaptarse a las normas que el Jurado estima ha de cumplir el monumento".
El concurso posee otros premiados como Víctor d'Ors y Javier Oyarzábal, Julio Cano Lasso, José Antonio Corrales Gutiérrez y Rafael Aburto en 1949. La Jefatura de Urbanismo del Ayuntamiento decide finalmente ubicarlo en el encuentro de la avenida de la Ciudad Universitaria y la calle de la Princesa, justo enfrente del Arco de la Victoria (por aquel entonces en construcción). De esta forma el proyecto se inserta en el diseño del nuevo núcleo urbano de Moncloa diseñado a mediados de los años cincuenta por Luis Gutiérrez Soto.
El edificio se integra en un conjunto urbano de fuerte carga simbólica impulsado por el franquismo en la posguerra, junto al Arco de la Victoria, el Ministerio del Aire y el Monumento al Plus Ultra. Este conjunto respondía a un modelo de monumentalización del espacio público mediante arquitectura neoherreriana, inspirada en El Escorial.

### Construcción
El 29 de octubre de 1954 fue colocada la primera piedra en presencia de las autoridades franquistas de la época. El edificio convivía con el Ministerio del Aire (en el espacio de la Cárcel Modelo y de los Jardines de la Moncloa) y las residencias militares que se iban construyendo en los años cincuenta. La construcción se vio interrumpida al cabo de tres años por problemas técnicos. En noviembre de 1965 la construcción va entrando en su recta final pero se ve numerosas veces interrumpido por falta de presupuesto. El monumento debía contener una gran cruz como centro de la composición, encargada a Rafael Aburto, que no se realizó.
El diseño original incluía elementos escultóricos conmemorativos y pretendía funcionar como un mausoleo urbano para glorificar a los caídos franquistas en la defensa de Madrid. Su monumentalidad austera respondía al lenguaje arquitectónico oficial del régimen.

### Actualidad
El edificio permaneció abandonado y posteriormente fue empleado para diversos usos. Fue reinaugurado siendo alcalde de Madrid Juan Barranco Gallardo, instalándose en él la sede principal de la Junta Municipal de Distrito de Moncloa, hasta su traslado en el verano de 2023 a la Calle Francos Rodríguez, y permaneciendo temporalmente en el edificio la Oficina Linea Madrid de atención a la ciudadanía.
El edificio forma parte del paisaje monumental franquista de la plaza de Moncloa, junto al Monumento al Plus Ultra (construido entre 1951 y 1956), el Cuartel del Ejército del Aire y los bloques residenciales con arcadas de la calle Princesa, todos ellos proyectados o coordinados por Luis Gutiérrez Soto en una operación de reconstrucción urbana con fuerte carga ideológica.

## Descripción
Es un edificio monumental que posee una plaza circular cubierta por una Cúpula y en cuya parte superior, o centro, se encuentra una linterna coronada por una cruz laureada. El espacio de la plaza cubierta de la cúpula debería haber tenido una gran cruz que no llegó a colocarse. En la actualidad (desde 2004) esta cruz dejó de existir. La abertura se abre a la plaza por medio de cuatro pilares de sección cuadrada y de gran tamaño. El aspecto general del edificio es el de un mausoleo.
La estructura y los materiales (granito, proporciones severas, simetría axial) responden al estilo neoherreriano. Este lenguaje arquitectónico fue utilizado por el régimen franquista en edificios institucionales para transmitir solemnidad, autoridad y continuidad con la tradición imperial de los Austrias.
Pese a sus usos civiles actuales, el edificio conserva una notable carga simbólica y patrimonial, y es uno de los ejemplos más representativos de arquitectura conmemorativa franquista en Madrid.